# Термолюмінесцентний метод датування
Термолюмінесцентний метод — метод датування керамічних виробів, в якому використовується явище термолюмінесценції — світіння матеріалів при нагріванні. 
Термолюмінесценція виникає при попередньому збудженні матеріалу іонізуючим випромінюванням, світлом або механічними напруженнями. При цьому в матеріалі накопичуються захоплені в пастки носіїв заряду. При нагріванні носії заряду звільняються з пасток і рекомбінують із випромінюванням світла.   
Зокрема, явище накопичення носіїв заряду відбувається в глині внаслідок природної радіації. При випалі вони зникають, а потім знову розпочинається їх накопичення. Чим більше часу пройшло з моменту виготовлення глиняної речі, тим більше накопичується носіїв заряду. Вимірювання інтенсивності люмінесценції надає змогу визначити час виготовлення глиняної речі.
Якщо нагріти древню кераміку до температури 400–500°, то вона світитиметься. Світіння тим інтенсивніше, чим давніша кераміка (сучасна кераміка при нагріванні не світиться). Складені графіки інтенсивності світіння, які дають можливість розпізнати дату останнього сильного нагрівання кераміки, а відповідно — і дату її останнього використання.